# Hokejová reprezentace Spojených arabských emirátů

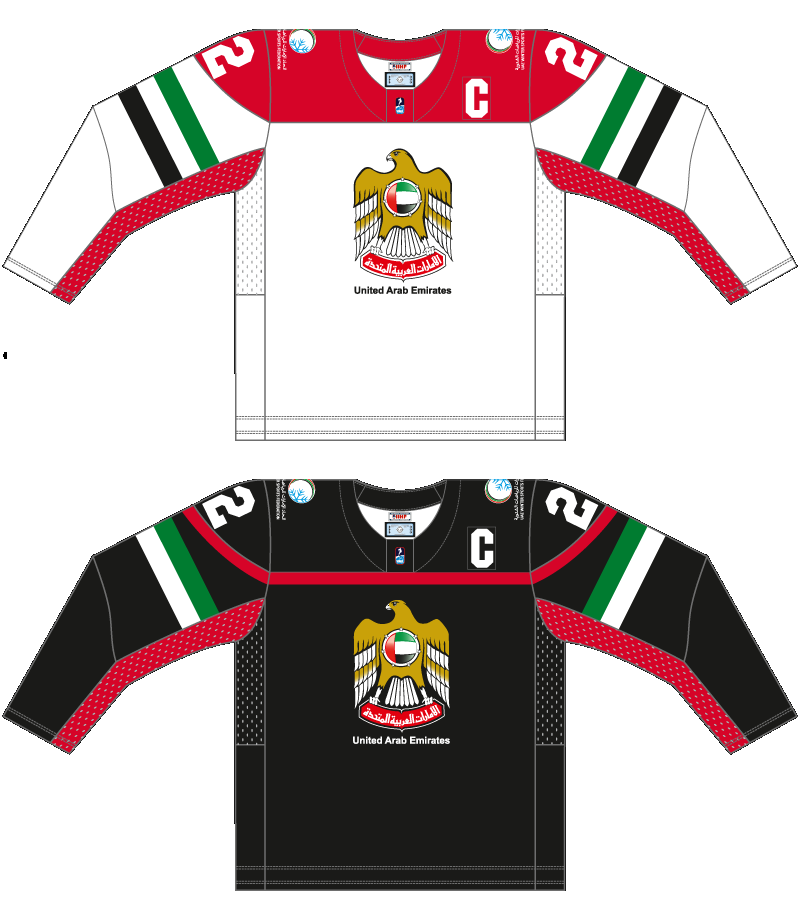
Domácí dres (nahoře) a venkovní dres (dole) hokejové reprezentace Spojených arabských emirátů

Hokejová reprezentace Spojených arabských emirátů je národní tým reprezentující Spojené arabské emiráty v ledním hokeji. Od roku 2001 je členem Mezinárodní hokejové federace IIHF. Mistrovství světa v ledním hokeji se tým SAE poprvé účastnil v roce 2010, kde ve skupině A divize III skončil na posledním čtvrtém místě, když prohrál s Řeckem 1 – 7, s Lucemburskem 2 – 3 a s Irskem 2 – 8.
V roce 2011 se reprezentace neúčastnila šampionátů IIHF, v tomto roce hrála na Asijských hrách, kde v nižší divizi (Premier Division) skončila na třetím místě a v IIHF Challenge Cupu 2011 obsadila druhé místo za Hongkongem. V žebříčku IIHF v roce 2021 skončila na 47. místě.

## Úspěchy
- Arab Cup (1. místo)
- Mistrovství Perského zálivu v ledním hokeji (1. místo – 2010, 2012, 2014, 2016)
- IIHF Challenge Cup of Asia (1. místo – 2009, 2012, 2017)